# Светско првенство у атлетици на отвореном 2003 — 1.500 метара за жене
Такмичење у трци на 1.500 метара у женској конкуренцији на 9. Светском првенству у атлетици 2003. у Паризу одржано је 27., 29. и 31. августа на стадиону Стад де Франс.
Титулу освојену 2001. у Едмонтону није бранила Габријела Сабо из Румуније.

## Земље учеснице
Учествовале су 32 атлетичарке из 22 земље.
1. Ангола (1)
2. Белгија (1)
3. Белорусија (1)
4. Бугарска (1)
5. Етиопија (2)
6. Јамајка (1)
7. Кенија (2)
8. Костарика (1)
9. Мађарска (1)
10. Република Македонија (1)
11. Мароко (1)
12. Португалија (1)
13. Румунија (2)
14. Русија (3)
15. САД (1)
16. Словенија (1)
17. Турска (1)
18. Уједињено Краљевство (3)
19. Украјина (2)
20. Француска (1)
21. Џибути (1)
22. Шпанија (3)

## Освајачи медаља
| Освајачи медаља  |              |                      |  |  |  |  |
|                  |              |                      |  |  |  |  |
|                  |              |                      |  |  |  |  |
|                  |              |                      |  |  |  |  |
| Татјана Томашова | Суреја Ајхан | Хејли Талет          |  |  |  |  |
| Русија           | Турска       | Уједињено Краљевство |  |  |  |  |

## Рекорди пре почетка првенства
Списак рекорда у трци на 1.500 метара пре почетка светског првенства 23. августа 2003. године:
| Рекорди пре почетка Светског првенства 2003. | Рекорди пре почетка Светског првенства 2003. | Рекорди пре почетка Светског првенства 2003. | Рекорди пре почетка Светског првенства 2003. | Рекорди пре почетка Светског првенства 2003. | Рекорди пре почетка Светског првенства 2003. |
| -------------------------------------------- | -------------------------------------------- | -------------------------------------------- | -------------------------------------------- | -------------------------------------------- | -------------------------------------------- |
| Олимпијски рекорди                           | Паула Иван                                   | Русија                                       | 3:53,96                                      | Сеул, Јужна Кореја                           | 1. октобар 1988.                             |
| Светски рекорд                               | Ћу Јунсја                                    | Кина                                         | 3:50,46                                      | Пекинг, Кина                                 | 11. септембар 1993.                          |
| Рекорд светских првенстава                   | Татјана Самоленко                            | Совјетски Савез                              | 3:58,56                                      | Париз, Француска                             | 5. септембар 1987.                           |
| Најбољи светски резултат сезоне              | Суреја Ајхан Коп                             | Турска                                       | 3:55,60                                      | Цирих, Швајцарска                            | 15. август 2003.                             |
| Европски рекорд                              | Татјана Казанкина                            | Русија                                       | 3:52,47                                      | Цирих, Швајцарска                            | 13. август 1980.                             |
| Северноамерички рекорд                       | Мери Сланеј                                  | Сједињене Државе                             | 3:57,12                                      | Стокхолм, Шведска                            | 25. јул 1983.                                |
| Јужноамерички рекорд                         | Летитија Врисде                              | Суринам                                      | 4:05,67                                      | Токио, Јапан                                 | 31. август 1991.                             |
| Афрички рекорд                               | Хасиба Булмерка                              | Алжир                                        | 3:55,30                                      | Барселона, Шпанија                           | 8. август 1992.                              |
| Азијски рекорд                               | Ћу Јунсја                                    | Кина                                         | 3:50,46                                      | Пекинг, Кина                                 | 11. септембар 1993.                          |
| Океанијски рекорд                            | Маргарет Кроули                              | Аустралија                                   | 4:01,34                                      | Осло, Шведска                                | 5. јул 1996.                                 |

### Најбољи резултати у 2003. години
Десет најбољих атлетичарки у трчању на 1.500 метара пре почетка првенства (23. августа 2003), имале су следећи пласман.
| 1.  | Суреја Ајхан Коп             | Турска           | 3:55,60 | 15. август |
| 2.  | Јекатерина Нозкова-Розенберг | Русија           | 4:00,07 | 15. август |
| 3.  | Татјана Томашова             | Русија           | 4:00,91 | 15. август |
| 4.  | Олга Јегорова                | Русија           | 4:01,00 | 11. јул    |
| 5.  | Хејли Пари−Талет             | Велика Британија | 4:01,18 | 15. август |
| 6.  | Наталија Родригез            | Шпанија          | 4:01,30 | 14. јул    |
| 7.  | Јелена Задорожна             | Русија           | 4:01,45 | 10. август |
| 8.  | Сузи Фејвор Хамилтон         | Сједињене Државе | 4:01,69 | 11. јул    |
| 9.  | Кели Холмс                   | Велика Британија | 4:01,96 | 11. јул    |
| 10. | Џоана Певи                   | Велика Британија | 4:02,03 | 11. јул    |

Такмичарке чија су имена подебљана учествовале су на СП 2003.

## Сатница
| Датум            | Време | Коло          |
| ---------------- | ----- | ------------- |
| 27. август 2003. | 21:15 | Квалификације |
| 29. август 2003. | 21:35 | Полуфинале    |
| 31. август 2003. | 18:20 | Финале        |

## Резултати

### Квалификације
Такмичење је одржано 27. августа 2003. године. У квалификацијама су учествовале 32 такмичарке подељене у 3 групе. Пласман у полуфинале избориле су по 6 најбрже атлетичарке из сваке групе (КВ) и 6 атлетичарке са најбољим резултатом (кв).,
Почетак такмичења: група 1 у 21:15, група 2 у 21:23, група 3 у 21:31.
| Пласман | Група | Атлетичарка          | Земља                | ЛР       | ЛРС      | Резултат | Белешке   |
| ------- | ----- | -------------------- | -------------------- | -------- | -------- | -------- | --------- |
| 1.      | 1     | Суреја Ајхан         | Турска               | 3:55,60  | 3:55,60  | 4:08,12  | КВ        |
| 2.      | 1     | Џоана Певи           | Уједињено Краљевство | 4:02,03  | 4:02,03  | 4:08,60  | КВ        |
| 3.      | 1     | Реџина Џејкобс       | САД                  | 3:59,98д | 3:59,98д | 4:08,64  | КВ, Диск. |
| 4.      | 1     | Јелена Задорожна     | Русија               | 3:59,94  | 4:01,45  | 4:08,93  | КВ        |
| 5.      | 1     | Нурија Фернандез     | Шпанија              | 4:03,57  | 4:03,57  | 4:09,07  | КВ        |
| 6.      | 1     | Ирина Лишчинска      | Украјина             | 4:02,60  | 4:02,60  | 4:09,48  | КВ        |
| 7.      | 2     | Марија Чонкан        | Румунија             | 4:02,10  | 4:02,91  | 4:10,16  | КВ        |
| 8.      | 2     | Хејли Пари-Талет     | Уједињено Краљевство | 4:01,18  | 4:01,18  | 4:10,53  | КВ        |
| 9.      | 2     | Татјана Томашова     | Русија               | 4:00,91  | 4:00,91  | 4:10,95  | КВ        |
| 10.     | 2     | Алесија Турава       | Белорусија           | 3:59,89  | 4:03,32  | 4:11,26  | КВ        |
| 11.     | 2     | Јоланда Багатељ      | Словенија            | 4:02,44  | 4:02,44  | 4:11,26  | КВ        |
| 12.     | 2     | Џеклајн Маранга      | Кенија               | 3:57,41  | 4:06,7   | 4:11,38  | КВ        |
| 13.     | 2     | Адорасион Гарсија    | Шпанија              | 4:04,64  | 4:05,18  | 4:11,84  | кв        |
| 14.     | 2     | Јудит Варга          | Мађарска             | 4:01,26  | 4:02,19  | 4:11,89  | кв        |
| 15.     | 1     | Наоми Вањику Муго    | Кенија               | 3:58,12  | 4:05,82  | 4:11,95  | кв        |
| 16.     | 3     | Марија Мартинс       | Француска            | 4:04,55  | 4:04,55  | 4:12,53  | КВ        |
| 17.     | 3     | Јекатерина Розенберг | Русија               | 4:00,07  | 4:00,07  | 4:12,54  | КВ        |
| 18.     | 3     | Нели Непорадна       | Украјина             | 4:04,64  | 4:04,64  | 4:12,71  | КВ        |
| 19.     | 3     | Алина Кучерзан       | Румунија             | 4:05,80  | 4:05,80  | 4:12,79  | КВ        |
| 20.     | 3     | Данијела Јорданова   | Бугарска             | 4:00,65  |          | 4:12,98  | КВ, ЛРС   |
| 21.     | 3     | Кутре Дулеша         | Етиопија             | 3:58,43  | 4:02,74  | 4:13,01  | КВ        |
| 22.     | 3     | Карла Сакраменто     | Португалија          | 3:57,71  | 4:06,64  | 4:13,70  | кв        |
| 23.     | 3     | Наталија Родригез    | Шпанија              | 4:01,30  | 4:01,30  | 4:14,08  | кв        |
| 24.     | 1     | Мардреа Хајман       | Јамајка              | 4:05,25  | 4:06,36  | 4:14,17  | кв        |
| 25.     | 1     | Мескерем Легесе      | Етиопија             | 4:03,96  | 4:03,96  | 4:16,38  |           |
| 26.     | 2     | Veerle Dejaeghere    | Белгија              | 4:05,05  | 4:05,36  | 4:19,08  |           |
| 27.     | 2     | Роза Саул            | Ангола               | 4:20.87  | 4:20.87  | 4:20,99  |           |
| 28.     | 3     | Данијела Кулеска     | Република Македонија | 4:24,90  | 4:24,90  | 4:29,65  |           |
| 29.     | 1     | Габријела Трања      | Костарика            | 4:34,5   | 4:34,5   | 4:32,58  | ЛР        |
| 30.     | 1     | Рода Али Ваис        | Џибути               | 5:13,00  | 5:13,00  | 5:10,16  | НР, ЛР    |
|         | 3     | Хасна Бенхаси        | Мароко               | 4:02,54  | 4:02,54  | НС       |           |
|         | 3     | Кели Холмс           | Уједињено Краљевство | 3:58,07  | 4:01,96  | НС       |           |

### Полуфинале
Такмичење је одржано 29. августа 2003. године. У квалификацијама су учествовале 24 такмичарке подељене у 2 групе. Пласман у финале избориле су по 5 најбрже атлетичарке из сваке групе (КВ) и 2 атлетичарке са најбољим резултатом (кв).,
Почетак такмичења: група 1 у 21:35, група 2 у 21:43.
| Пласман | Група | Атлетичарка          | Земља                | Резултат | Белешке   |
| ------- | ----- | -------------------- | -------------------- | -------- | --------- |
| 1.      | 1     | Марија Чонкан        | Румунија             | 4:03,40  | КВ        |
| 2.      | 1     | Суреја Ајхан         | Турска               | 4:03,60  | КВ        |
| 3.      | 1     | Џоана Певи           | Уједињено Краљевство | 4:03,78  | КВ        |
| 4.      | 1     | Хејли Пари-Талет     | Уједињено Краљевство | 4:03,85  | КВ        |
| 5.      | 1     | Нели Непорадна       | Украјина             | 4:04,24  | КВ, ЛР    |
| 6.      | 1     | Наоми Вањику Муго    | Кенија               | 4:04,54  | кв, ЛРС   |
| 7.      | 1     | Данијела Јорданова   | Бугарска             | 4:04,83  | кв, ЛРС   |
| 8.      | 2     | Татјана Томашова     | Русија               | 4:05,38  | КВ        |
| 9.      | 2     | Јекатерина Розенберг | Русија               | 4:05,51  | КВ        |
| 10.     | 2     | Џеклајн Маранга      | Кенија               | 4:05,63  | КВ, ЛРС   |
| 11.     | 2     | Јоланда Багатељ      | Словенија            | 4:05,84  | КВ        |
| 12.     | 2     | Јелена Задорожна     | Русија               | 4:05,86  | КВ        |
| 13.     | 1     | Јудит Варга          | Мађарска             | 4:06,64  |           |
| 14.     | 1     | Кутре Дулеша         | Етиопија             | 4:06,66  |           |
| 15.     | 2     | Реџина Џејкобс       | САД                  | 4:06,92  | КВ, Диск. |
| 16.     | 2     | Алесија Турава       | Белорусија           | 4:07,26  |           |
| 17.     | 1     | Марија Мартинс       | Француска            | 4:08,30  |           |
| 18.     | 1     | Наталија Родригез    | Шпанија              | 4:08,80  |           |
| 19.     | 2     | Нурија Фернандез     | Шпанија              | 4:09,69  |           |
| 20.     | 2     | Алина Кучерзан       | Румунија             | 4:11,99  |           |
| 21.     | 2     | Ирина Лишчинска      | Украјина             | 4:12,01  |           |
| 22.     | 2     | Карла Сакраменто     | Португалија          | 4:13,14  |           |
| 23.     | 1     | Мардреа Хајман       | Јамајка              | 4:13,95  |           |
| 24.     | 2     | Адорасион Гарсија    | Шпанија              | 4:16,28  |           |

### Финале
Такмичење је одржано 31. августа у 18:20.,
| Пласман | Атлетичарка          | Земља                | Резултат | Белешке |
| ------- | -------------------- | -------------------- | -------- | ------- |
|         | Татјана Томашова     | Русија               | 3:58,52  | РСП     |
|         | Суреја Ајхан         | Турска               | 3:59,04  |         |
|         | Хејли Пари-Талет     | Уједињено Краљевство | 3:59,95  | ЛР      |
| 4.      | Јекатерина Розенберг | Русија               | 4:00,59  |         |
| 5.      | Џеклајн Маранга      | Кенија               | 4:01,64  | ЛРС     |
| 6.      | Наоми Вањику Муго    | Кенија               | 4:02,33  | ЛРС     |
| 7.      | Данијела Јорданова   | Бугарска             | 4:02,34  | ЛРС     |
| 8.      | Јелена Задорожна     | Русија               | 4:02,46  |         |
| 9.      | Марија Чонкан        | Румунија             | 4:02,80  | ЛРС     |
| 10.     | Џоана Певи           | Уједињено Краљевство | 4:03,03  |         |
| 11.     | Нели Непорадна       | Украјина             | 4:04,44  |         |
| 12.     | Јоланда Багатељ      | Словенија            | 4:14,18  |         |